# Euxoa lineolata
Euxoa lineolata là một loài bướm đêm trong họ Noctuidae.